# Blitum californicum
Blitum californicum es una especie de planta herbácea perteneciente a la familia Amaranthaceae. 

## Descripción
Esta es una hierba perenne que tiene una serie de tallos erguidos decumbente que alcanzan un metro de altura máxima, encontrándose cada vez más verticales. Crece de un grueso y carnoso caudex. Cuando hay muchos tallos en la planta puede formar un grupo. Las hojas crecen en un largo pecíolo y son triangulares o en forma de flecha y de hasta unos 10 centímetros de largo. Los bordes son dentados muy profundos. Las inflorescencias son agrupaciones esféricas salpicadas a lo largo de una inflorescencia de tipo espiga. Cada grupo contiene varias redondeadas flores, cada flor con una serie de planos que abarca el desarrollo de los lóbulos. El fruto es un aquenio rojizo en capas alrededor de la superficie de la semilla.

## Hábitat
Es nativa de California y Baja California, donde se puede encontrar en espacios abiertos en una serie de tipos de hábitat. 

## Taxonomía
Blitum californicum fue descrita por Sereno Watson y publicada en Proceedings of the American Academy of Arts and Sciences 9: 101, en 1874.

#### Etimología
Véase: Blitum
californicum: epíteto geográfico que alude a su localización en California.